# Бондар Ярослав Володимирович
Яросла́в Володи́мирович Бо́ндар (29 грудня 1986 — 24 жовтня 2017) — солдат 24-го окремого штурмового батальйону «Айдар» Збройних сил України, загинув в ході російсько-української війни.

## Життєпис
Народився 29 грудня 1986 року в селі Губник Гайсинського району Вінницької області. У дитинстві разом з родиною переїхав до селища міського типу Літин Літинського району Вінницької області. Навчався в загальноосвітній школі № 2 смт Літин, з 1996 року — у загальноосвітній школі села Селище Літинського району. У 2002 році закінчив 9 класів загальноосвітньої школи села Селище, потім — технікум за фахом радіомеханік.
Проходив строкову військову службу в лавах Збройних Сил України.
Пройшов 2-місячні курси в бюро з підготовки робітничих кадрів Вінницької філії Відкритого акціонерного товариства «Укртелеком» за фахом електромонтер лінійних опор електрозв‘язку та провідного мовлення. Працював електромонтером у Вінницькій філії Приватного акціонерного товариства «Укртелеком» в смт Літин.
З літа 2015 року по осінь 2016 року проходив військову службу за частковою мобілізацією в лавах Збройних Сил України. Пройшов підготовку на полігоні в Житомирській області. Служив у 122-му окремому аеромобільному батальйоні 81-ї окремої аеромобільної бригади.
У 2016 році брав участь в антитерористичній операції на сході України. Учасник боїв за промзону міста Авдіївка Донецької області.
З 21 вересня 2017 року проходив військову службу за контрактом у лавах Збройних Сил України. Служив номером обслуги гранатометного відділення 1-го штурмового взводу 1-ї штурмової роти 24-го окремого штурмового батальйону «Айдар» 53-ї окремої механізованої бригади.
З осені 2017 року знову брав участь в антитерористичній операції на сході України. Позивні «Фестиваль», «Яков».
Загинув 24 жовтня 2017 року близько 8:30, під час виконання бойового завдання на «Світлодарській дузі» в районі селища Новолуганське, Бахмутський район, Донецька область, внаслідок підриву на міні ОЗМ. Разом з Ярославом загинув сержант Сінягуб Антон Сергійович.
26 жовтня 2017 року похований на Центральному кладовищі в селищі міського типу Літин Вінницької області.
Залишились мати, брат і кохана дівчина.

## Нагороди та вшанування
- Указом Президента України № 42/2018 від 26 лютого 2018 року, «за особисту мужність і самовіддані дії, виявлені у захисті державного суверенітету та територіальної цілісності України, зразкового виконання військового обов'язку», нагороджений орденом «За мужність» III ступеня (посмертно).

- 29 грудня 2017 року в селі Селище Літинського району Вінницької області на будівлі загальноосвітньої школи (вулиця Соборна, 2), де навчався Ярослав Бондар, йому відкрито меморіальну дошку.